# DIVE TO BLUE
〈DIVE TO BLUE〉는 일본의 밴드 L'Arc~en~Ciel의 아홉 번째 싱글 앨범으로, 1998년 3월 25일 발매되었다. (8cm CD: KSD2-1182) 곡의 작사는 hyde, 작곡은 tetsu, 편곡은 L'Arc~en~Ciel과 오카노 하지메 (岡野ハジメ)가 담당했다. 이 곡은 밴드의 멤버들이 출연했던 'NTT 퍼스널 간사이'의 광고 삽입곡으로 쓰였다. B 사이드 곡은 〈Peeping Tom〉이며, 작사와 작곡을 hyde가 맡았고, 편곡자는 동일하다.
같은 해 2월에 발매되었던 정규 음반 《HEART》으로부터 단 1개월만에 발매되었으며, 전작인 〈winter fall〉에 이어 연속으로 오리콘 싱글 차트에서 1위를 기록했다. 작품은 4월 6일과 13일 차트에서 1위를 차지하며 2주 연속으로 정상에 머물렀는데, 이 역시 본 밴드의 첫 기록이다. 또 〈winter fall〉과 동일하게 이 작품 역시 일본레코드협회로부터 두 가지의 인정을 받았는데, 우선 1998년 5월 골드디스크 인정 부문에서 더블 플래티넘을 기록했으며, 2006년 9월 27일 벨소리 다운로드를 시작해 거의 10년가량 지난 2015년 7월엔 다운로드 횟수가 10만 건을 돌파해 골드를 인정받았다.

## 수록곡
| #            | 제목                                    | 작사         | 작곡         | 편곡                          | 재생 시간 |
| ------------ | --------------------------------------- | ------------ | ------------ | ----------------------------- | --------- |
| 1.           | 〈〈DIVE TO BLUE〉〉                    | hyde         | tetsu        | L'Arc~en~Ciel / 오카노 하지메 | 5:33      |
| 2.           | 〈〈Peeping Tom〉〉                     | hyde         | hyde         | L'Arc~en~Ciel / 오카노 하지메 | 4:05      |
| 3.           | 〈〈DIVE TO BLUE〉〉 (hydeless version) |              |              |                               | 5:30      |
| 총 재생 시간 | 총 재생 시간                            | 총 재생 시간 | 총 재생 시간 | 총 재생 시간                  | 15:08     |

## 발매 일정
| 버전                      | 일정            | 레이블         | 포맷                |
| ------------------------- | --------------- | -------------- | ------------------- |
| 〈DIVE TO BLUE〉          | 1998년 3월 25일 | Ki/oon Records | 8cm CD (KSD2-1182)  |
| 〈DIVE TO BLUE〉 (재발매) | 2006년 8월 30일 | Ki/oon Records | 12cm CD (KSCL-1030) |